# St. Nikolaus (Egglhausen)

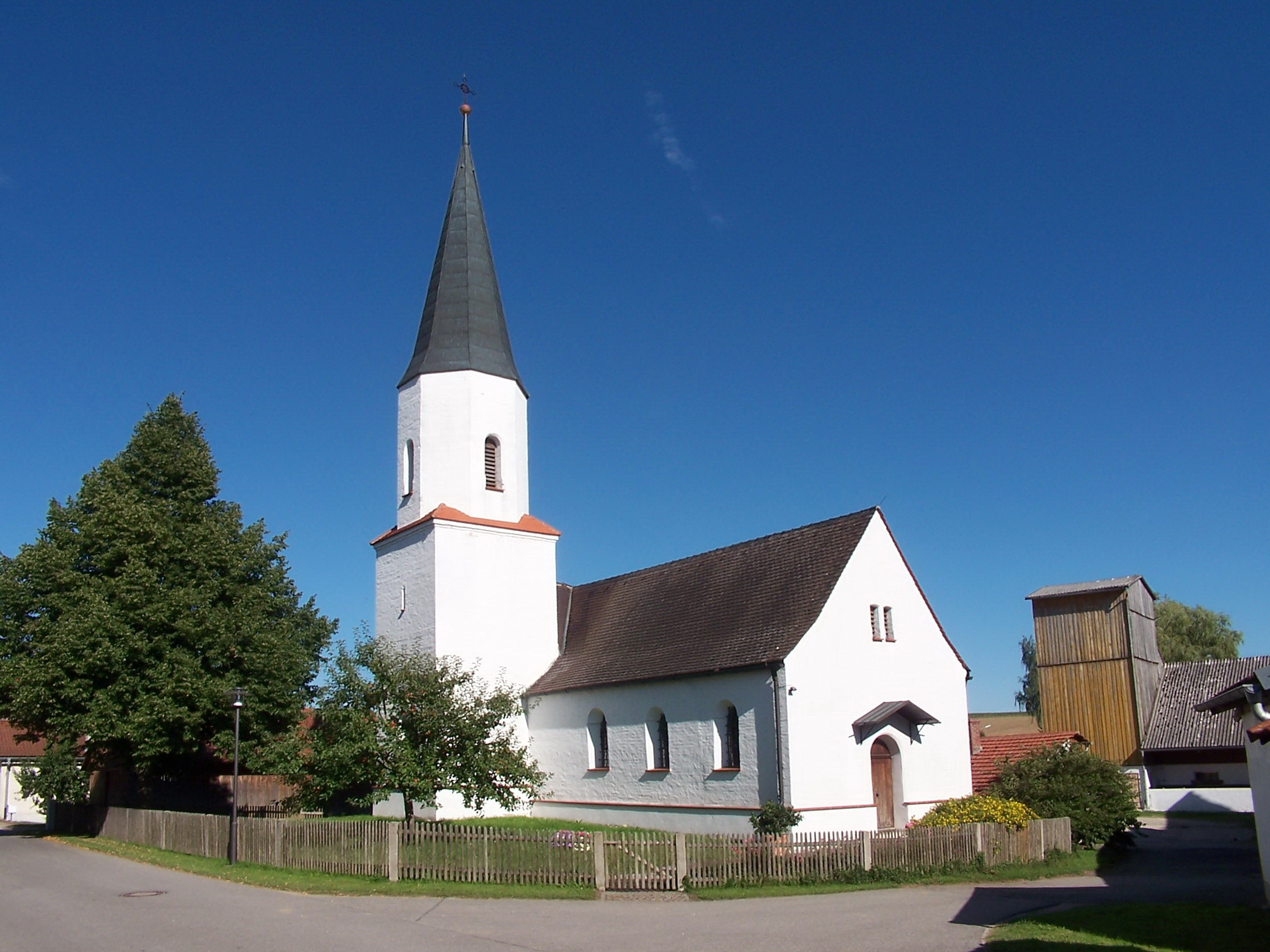
Außenansicht der Filialkirche St. Nikolaus von Nordwesten

Die römisch-katholische Filialkirche St. Nikolaus in Egglhausen, einem Ortsteil der Marktgemeinde Pfeffenhausen im niederbayerischen Landkreis Landshut, ist ein spätgotischer, verputzter Backsteinbau des 15. Jahrhunderts. Das dem heiligen Nikolaus (Gedenktag: 6. Dezember) geweihte Gotteshaus ist eine Filialkirche der Pfarrei St. Martin in Pfeffenhausen. Es ist als Baudenkmal mit der Nummer D-2-74-172-34 beim Bayerischen Landesamt für Denkmalpflege eingetragen.

## Geschichte
Bereits im 15. Jahrhundert ist ein jährlicher Bittgang der Pfeffenhausener nach Egglhausen zum heiligen Nikolaus bezeugt. Zur damaligen Zeit entstand die spätgotische Kirchenanlage. Nach den Zerstörungen des Dreißigjährigen Krieges wurde der Bau barockisiert und im zeittypischen Stil neu ausgestattet. So ist beispielsweise aus dem Jahr 1697 überliefert, dass der Pfeffenhausener Schreiner Michael Schauer einen neuen Hochaltar für 37 Gulden anfertigte; dieser ist heute nicht mehr vorhanden. Nur zwei Jahre später wurde der Altar mit Figuren des Landshuter Bildhauers Mathias Nay ergänzt, die den Kirchenpatron Nikolaus sowie die römischen Märtyrer St. Sebastian und St. Florian darstellen. Diese sind in den heutigen Rokokoaltar integriert. Eine weitere Renovierung mit Erweiterung um eine Achse nach Westen erfolgte im Jahr 1908.

## Beschreibung

### Architektur
Der schlichte, weiß getünchte Außenbau wird lediglich durch die barock veränderten Fensteröffnungen, die oben mit leicht eingezogenen Rundbogen abschließen, und das Westportal mit Verdachung gegliedert. Am Chorscheitel ist ein kleines spätgotisches Spitzbogenfenster erhalten, am Langhaus befinden sich neugotische Strebepfeiler. Das Langhaus mit drei Fensterachsen und der leicht eingezogene, einjochige Chor mit Fünfachtelschluss sind unter einem gemeinsamen Satteldach vereinigt. An der Nordseite ist im Winkel zwischen Chor und Langhaus der rund 25 Meter hohe Turm über quadratischem Grundriss angebaut. Mittels eines Wasserschlages geht der quadratische Unterbau in einen oktogonalen Aufsatz mit vier rundbogigen Schallöffnungen über. Letzterer wurde erst im Zuge der Renovierung von 1908 aufgesetzt. Den oberen Abschluss bildet ein mit Kupfer verkleideter, gekröpter Spitzhelm.
Das Schiff ist flachgedeckt, der Chorraum wird von einem spätgotischen Netzrippengewölbe überspannt. Dessen birnstabförmige Rippen entspringen aus halbrunden Wanddiensten und laufen am Gewölbescheitel in zwei runden Schlusssteinen zusammen. Den Übergang zwischen Langhaus und Chor vermittelt der spitze, beidseits kräftig gefaste Chorbogen. Vom Chor erfolgt durch eine stichbogige Türöffnung der Zugang zur Sakristei im Turmerdgeschoss. Diese ist ebenfalls mit einem spätgotischen Netzrippengewölbe ausgestattet. Dessen gekehlte, an den Stegen abgeschrägte Rippen ruhen auf profilierten Halbkreiskonsolen und laufen am Gewölbescheitel in einem runden, an der Kante schwach gekehlten Schlussstein zusammen. Die Sakristei besitzt kleine Stichbogenfenster in rechteckigem Gewände, dessen obere Schräge steil gekehlt ist.

### Ausstattung
Der Hochaltar stammt aus der Rokokozeit und wurde um 1750 erschaffen. Der Aufbau wird von vier Pilastern und zwei davor gestellten Säulen getragen. Der geschweifte Aufsatz ist mit Vasen und Muschelwerk verziert. Er enthält drei Figuren des Landshuter Bildhauers Mathias Nay aus dem Jahr 1699: an zentraler Stelle eine Darstellung des heiligen Nikolaus, als Seitenfiguren St. Sebastian und St. Florian. Die beiden als Pendants gestalteten barocken Seitenaltäre wurden Ende des 17. Jahrhunderts geschaffen. Der Aufbau wird jeweils von zwei Säulen getragen und ist seitlich mit Rankwerkschnitzereien verziert. Als Altarauszug fungiert ein Segmentgiebel, der von Laubwerksschnitzereien belebt wird und in einer Kartusche den Namen des Patrons trägt. Am linken Seitenaltar ist das älteste Ausstattungsstück der Kirche zu finden, eine qualitätvolle spätgotische Schnitzfigur der Anna selbdritt aus der Zeit zwischen 1510 und 1520. Am rechten Seitenaltar ist eine Barockfigur der heiligen Maria mit dem Jesuskind zu sehen.
Im Langhaus sind außerdem eine barocke Figurengruppe der Heiligen Familie und eine Votivtafel aus dem Jahr 1861 angebracht. Letztere erinnert an das Hochwasser im Labertal, das Egglhausen und Pfeffenhausen in der Nacht zum 18. Juli 1860 heimsuchte. Ihm fielen ein Menschenleben und rund 200 Stück Vieh zum Opfer. Interessant ist die Ortsansicht von Egglhausen auf der Votivtafel. Hier ist zu erkennen, dass der Kirchturm zur damaligen Zeit noch ein Satteldach mit beidseitigen gotischen Stufengiebeln trug. Wenig später wurde dieses durch den heutigen Spitzhelm ersetzt.
Aus dem Turm läuten heute zwei Glocken. Die kleinere stammt aus dem Jahr 1921 und wurde von Johann Hahn aus Landshut angefertigt. Sie trägt – noch unter dem Eindruck des zurückliegenden Ersten Weltkriegs, für den die Vorgängerglocke abgeliefert werden musste – die Aufschrift Was der Krieg zerbrach, der Friede wieder gibt. Besagte Vorgängerglocke wurde möglicherweise nach dem Ersten Weltkrieg repariert und in der Pfeffenhausener Klausenkirche wieder aufgezogen. Die größere Glocke in Egglhausen besitzt ein Gewicht von etwa vier Zentnern und wurde 1952 von Karl Czudnochowsky aus Erding gegossen. Sie trägt die Aufschrift Heiliger Nikolaus bitt für uns.